# Organisation juridictionnelle en Côte d’Ivoire
L'organisation juridictionnelle en Côte d’Ivoire, repose avant l’indépendance de ce pays, sur la cohabitation de deux ordres de juridictions : des juridictions françaises appliquant le droit français et une organisation judiciaire de droit coutumier ou local. Cette dualité est la résultante de la dualité de législation, qui elle-même repose sur une distinction des statuts régissant les différentes couches de la population. En effet, la France offre aux ressortissants ivoiriens la possibilité de conserver un statut personnel particulier, par opposition au statut de droit commun reconnu aux français et assimilés.
Au lendemain de l’indépendance, il est procédé à une refonte de l’appareil judiciaire hérité de l’époque coloniale. L’objectif est de mettre en place une organisation judiciaire moderne et adaptée aux besoins du pays. La réorganisation concerne le recrutement, la formation de magistrats et auxiliaires de justice (juges, greffiers, officiers ministériels, avocats, huissiers de justice, notaires, etc.), mais également les structures. Trois principes gouvernent cette opération de modernisation : la justice est rendue au nom du peuple ; les juges ne sont soumis dans l’exercice de leurs fonctions qu’à l’autorité de la loi, leur indépendance étant garantie par le président de la république ; l’autorité judiciaire est gardienne des libertés individuelles.
Les juridictions, ainsi que l’administration pénitentiaire, connaissent alors plusieurs évolutions, à partir de 1960. Toutefois, comme dans bien des domaines, l’organisation judiciaire ivoirienne reste encore influencée par le droit français. Le pouvoir judiciaire est exercé présentement par des juridictions de premier et de second degré, sous le contrôle de la Cour suprême. Le Conseil constitutionnel forme, avec la Haute Cour de justice, des juridictions spéciales.

## Juridictions de premier degré

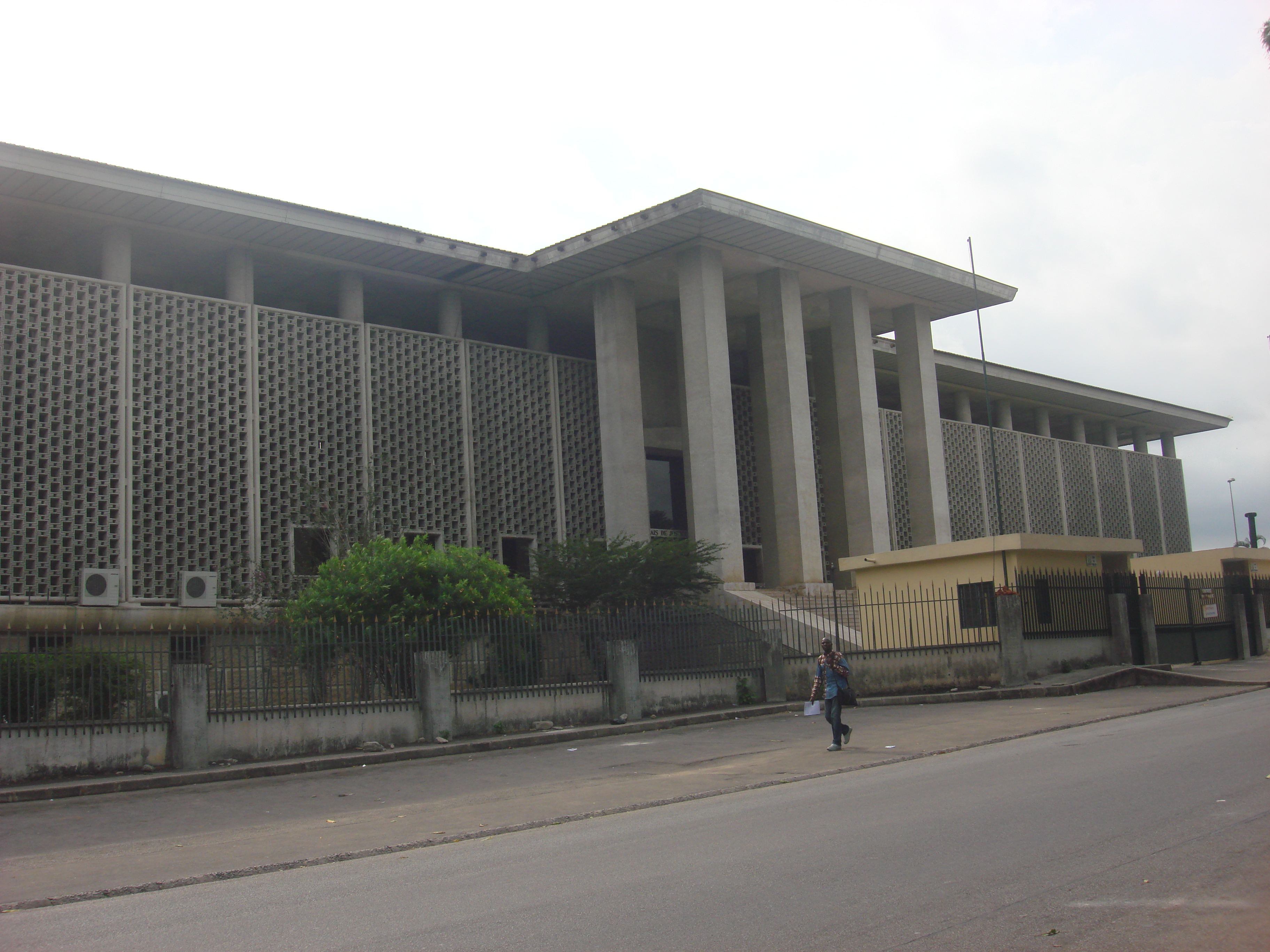
Palais de Justice à Abidjan

Les juridictions de premier degré sont constituées par les tribunaux de première instance et les sections de tribunal. 
Au nombre de treize, les tribunaux de première instance sont implantés dans les villes d’Abidjan-Plateau, d’Abidjan-Yopougon,Bingerville, Abobo, Bouaké, Daloa, Man, Korhogo, Abengourou, Bouaflé , Gagnoa, Divo  San-Pédro. Ils sont composés de magistrats du siège et de magistrats du parquet. Depuis le 5 octobre 2006, un décret  érige en tribunaux de Première instance, les sections de tribunaux d’Agboville, Adzopé, Lakota, Aboisso, Grand-Bassam, Dabou, Tiassalé, Bondoukou, Bouna, Béoumi, Dabakala, Katiola, M'Bahiakro, Tiebissou, Bocanda, Bongouanou, Toumodi, Yamoussoukro, Boundiali, Ferkessédougou, Tengrela, Odienné, Issia, Séguéla, Sinfra, Zuénoula, Oumé, Sassandra, Soubré,Tabou, Biankouma, Danané, Guiglo, Mankono et Touba.
Les magistrats du siège sont le président du Tribunal, le ou les vice-présidents, les juges d’instruction, les juges d’enfants, les juges de tutelle et d’autres juges. Ils sont chargés de présider les audiences, rendre les jugements et instruire les dossiers en prenant des ordonnances. Les attributions du président du Tribunal sont d’ordre juridictionnel et administratif : il préside les audiences, assure le service intérieur du Tribunal et délivre les certificats de nationalité.
Les magistrats du parquet regroupent les procureurs de la République, les procureurs adjoints et les substituts. Les sections de tribunal sont détachées des tribunaux de première instance. Elles comprennent un ou deux juges, dotés des mêmes attributions que ceux des tribunaux de première instance. Dans les sections de Tribunal, en lieu et place du juge de section, qui poursuivait les infractions à la loi pénale, les instruisait et les jugeait, il a été instauré un président de section, un juge d'instruction et un substitut résident. Ainsi, la notion de juge de section n'existe plus et ce magistrat super puissant (puisque juge et procureur à la fois) a été remplacé par les trois magistrats sus indiqués. ces différentes informations restent tout de même à être vérifier.

## Juridictions de second degré
Les cours d’appel représentent le second degré de juridiction.
Elles sont compétentes pour connaître des recours formés par les justiciables contre les jugements rendus en premier ressort par les tribunaux du premier degré. Il en existe quatre, implantées dans les villes d’Abidjan, Bouaké, Daloa et Korhogo. Ces juridictions sont constituées de chambres civiles, sociales, correctionnelles et administratives. Elles regroupent les magistrats du siège que sont le premier président, les présidents de chambre et les conseillers, ainsi que des magistrats du ministère public ou parquet général, comprenant le procureur général, les avocats généraux et les substituts du procureur général.

Désormais en Côte d'Ivoire il existe une cour d'appel de commerce. Situé dans la commune de Cocody, à Abidjan, il connaît le recours formé par les justiciables contre les jugements rendus en premier ressort par le tribunal de commerce d'Abidjan et aussi le ressort de la cour d'appel d'Abidjan en matière commerciale.

## Cour suprême
La Constitution institue quatre juridictions qui exercent les pouvoirs de cette haute juridiction. Ainsi sont créées la Cour de cassation, la Cour des comptes, le Conseil d'État et le Conseil constitutionnel. À ce jour, seul le Conseil constitutionnel est effectivement fonctionnel. Aussi, la Cour suprême continue-t-elle de jouer son rôle de juridiction suprême, avec deux de ses chambres : la chambre judiciaire et la chambre administrative. La Chambre judiciaire connaît des demandes de révision et des pourvois en cassation formés contre les décisions des juridictions inférieures sur lesquelles elle exerce un contrôle de légalité.
La chambre administrative connaît des recours en annulation pour excès de pouvoir contre les décisions d’autorités administratives, ainsi que des affaires auxquelles une personne morale de droit public est partie. 
La chambre des comptes contrôle l’application des règles de gestion des finances publiques et sanctionne les fautes de gestion. Elle a été dissoute en 1998, remplacée par la Cour des comptes.
La cour suprême est composée d’un président, de trois vice-présidents, de présidents de chambre, de conseillers, de conseillers référendaires, d’auditeurs, d’un secrétaire général, d’un secrétaire général adjoint et d’un secrétaire adjoint de chambre. Son siège est à Abidjan.

## Conseil constitutionnel
De création récente et institué en remplacement de la chambre constitutionnelle de la cour suprême, la composition, l'organisation, les attributions et le fonctionnement du conseil constitutionnel sont d’abord fixés par la loi no 94-438 du 16 août 1994. 
Il est régi aujourd’hui par les dispositions de la Constitution du 8 novembre 2016 (articles 126 à 138) qui fixe ses attributions et par la loi organique no 2001-303 du 5 juin 2001 qui en détermine l'organisation et le fonctionnement.
Le conseil constitutionnel est juge de la constitutionnalité des lois. Il est l'organe régulateur du fonctionnement des pouvoirs publics. 
Il contrôle la régularité des opérations de référendum et en proclame les résultats. Il statue également sur l'éligibilité des candidats aux élections présidentielles et législatives, les contestations relatives à l'élection du président de la république et des députés, et proclame les résultats définitifs des élections. Le conseil constitutionnel constate la vacance de la présidence de la république, il contrôle la conformité des engagements internationaux et des lois organiques à la constitution. Les projets et propositions de lois peuvent lui être soumis pour avis. 
Le conseil constitutionnel est composé d'un président et de conseillers nommés par le président de la république. Il comprend également des anciens présidents de la république, sauf renonciation expresse de leur part.

## Haute Cour de justice
La Haute Cour de justice est une juridiction spéciale composée de députés que l'Assemblée nationale élit en son sein, dès la première session de la législature. Elle est présidée par le président de la Cour suprême. La haute cour de justice est compétente pour connaître des crimes et délits commis par le président, le vice-président et les membres du gouvernement. Elle est liée par la définition des crimes et délits et par la détermination des peines résultant des lois pénales en vigueur à l'époque des faits compris dans les poursuites.
Le président de la République n'est toutefois responsable des actes accomplis dans l'exercice de ses fonctions et traduit devant la Haute Cour de Justice qu'en cas de haute trahison. 
La mise en accusation est votée au scrutin secret par l'assemblée nationale, à la majorité des deux tiers pour le président de la république, et à la majorité absolue pour les membres du gouvernement.

## Sources